# Episodi di Avventure in fondo al mare (prima stagione)
La prima stagione della serie televisiva Avventure in fondo al mare è andata in onda negli Stati Uniti dal 4 gennaio 1958 al 4 ottobre 1958 in syndication.
| nº | Titolo originale          | Prima TV USA      | Titolo italiano | Prima TV Italia |
| -- | ------------------------- | ----------------- | --------------- | --------------- |
| 1  | Sixty Feet Below          | 4 gennaio 1958    |                 |                 |
| 2  | Flooded Mine              | 11 gennaio 1958   |                 |                 |
| 3  | Rapture of the Deep       | 25 gennaio 1958   |                 |                 |
| 4  | Mark of the Octopus       | 1º febbraio 1958  |                 |                 |
| 5  | The Sea Sled              | 8 febbraio 1958   |                 |                 |
| 6  | Female of the Species     | 15 febbraio 1958  |                 |                 |
| 7  | Mr. Guinea Pig            | 22 febbraio 1958  |                 |                 |
| 8  | Sonar Queen               | 1º marzo 1958     |                 |                 |
| 9  | Gold Below                | 8 marzo 1958      |                 |                 |
| 10 | Recovery                  | 15 marzo 1958     |                 |                 |
| 11 | Killer Whale              | 22 marzo 1958     |                 |                 |
| 12 | Midget Submarine          | 29 marzo 1958     |                 |                 |
| 13 | The Shark Cage            | 5 aprile 1958     |                 |                 |
| 14 | Hard Hat                  | 12 aprile 1958    |                 |                 |
| 15 | Continental Rift          | 19 aprile 1958    |                 |                 |
| 16 | The Poacher               | 26 aprile 1958    |                 |                 |
| 17 | Girl in the Trunk         | 3 maggio 1958     |                 |                 |
| 18 | The Sponge Divers         | 10 maggio 1958    |                 |                 |
| 19 | Diamond River             | 17 maggio 1958    |                 |                 |
| 20 | Alligator Story           | 24 maggio 1958    |                 |                 |
| 21 | Magnetic Mine             | 31 maggio 1958    |                 |                 |
| 22 | Underwater Patrol         | 7 giugno 1958     |                 |                 |
| 23 | Legend of the Mermaid     | 14 giugno 1958    |                 |                 |
| 24 | Pressure Suit             | 21 giugno 1958    |                 |                 |
| 25 | The Prospectors           | 28 giugno 1958    |                 |                 |
| 26 | The Hero                  | 5 luglio 1958     |                 |                 |
| 27 | Underwater Station        | 12 luglio 1958    |                 |                 |
| 28 | The Lost Ones             | 19 luglio 1958    |                 |                 |
| 29 | Capture of the Santa Rosa | 26 luglio 1958    |                 |                 |
| 30 | The Shipwreck             | 2 agosto 1958     |                 |                 |
| 31 | The Big Dive              | 9 agosto 1958     |                 |                 |
| 32 | The Birthday Present      | 16 agosto 1958    |                 |                 |
| 33 | Dead Man's Cove           | 23 agosto 1958    |                 |                 |
| 34 | Explosion                 | 30 agosto 1958    |                 |                 |
| 35 | The Amphibian             | 6 settembre 1958  |                 |                 |
| 36 | Lord Christobal           | 13 settembre 1958 |                 |                 |
| 37 | Decoy                     | 20 settembre 1958 |                 |                 |
| 38 | The Sea Has Ears          | 27 settembre 1958 |                 |                 |
| 39 | The Manganese Story       | 4 ottobre 1958    |                 |                 |

## Sixty Feet Below
- Prima televisiva: 4 gennaio 1958
- Diretto da: Felix Feist
- Scritto da: Arthur Weiss

### Trama
- Guest star: Whit Bissell, Parry Bivens, Gene Hardy, Bruce Wendell, Tom Wilde, Jack W. Harris, Steven Ritch, Peter Leeds

## Flooded Mine
- Prima televisiva: 11 gennaio 1958
- Diretto da: Leon Benson
- Scritto da: Gene Levitt

### Trama
- Guest star: Hank Patterson (Bill Henderson), Ken Drake (Ben Whitman), Thomas Browne Henry (Graham), Leo Gordon (Scared Miner)

## Rapture of the Deep
- Prima televisiva: 25 gennaio 1958

### Trama
- Guest star: Riza Royce, Madge Meredith, Troy Melton (Charlie), Douglas Dick (Paul Barton), Robert Clarke (Doug Trimble), Robert Burton (Castigan)

## Mark of the Octopus
- Prima televisiva: 1º febbraio 1958
- Diretto da: Andrew Marton

### Trama
- Guest star: Vance Skarstedt, Zale Parry (ragazza), Steve Mitchell (Wilkes), Peter Hansen (Bennett), Glenn Dixon, Willis Bouchey (Ward), Phillip Barnes, Mari Aldon (dottor Kate Marlow), John Aberle
- Scritto da: Arthur Weiss

## The Sea Sled
- Prima televisiva: 8 febbraio 1958
- Diretto da: John Florea

### Trama
- Guest star: Sándor Szabó (Bela Benedek), Douglas Henderson (dottor Barton), Gerry Gaylor (Lili Benedek), Glenn Dixon, Fred Catania, Robert Gunderson, Morris Ankrum (Earl Tucker)

## Female of the Species
- Prima televisiva: 15 febbraio 1958
- Diretto da: Herbert L. Strock
- Scritto da: Ellis Marcus

### Trama
- Guest star: Phil Arnold, Susan Dorn, Susan Morrow (Kay Dalton), Bob Shield, Larry Thor

## Mr. Guinea Pig
- Prima televisiva: 22 febbraio 1958
- Diretto da: John Florea
- Scritto da: Stuart Jerome

### Trama
- Guest star: Milt Hamerman, Paul Fierro, Jan Brooks (Jennie Wallace)

## Sonar Queen
- Prima televisiva: 1º marzo 1958
- Diretto da: John Florea

### Trama
- Guest star: José Domínguez, Jack W. Harris, Rodolfo Hoyos, Jr., Ana Maria Majalca

## Gold Below
- Prima televisiva: 8 marzo 1958

### Trama
- Guest star: Keith Richards, Tyler McVey, Jack Hogan, Kaye Elhardt

## Recovery
- Prima televisiva: 15 marzo 1958

### Trama
- Guest star: Leo Needham, Charles Maxwell, Michael Garth, Pamela Duncan

## Killer Whale
- Prima televisiva: 22 marzo 1958
- Diretto da: Andrew Marton

### Trama
- Guest star: Charles Maxwell, Jan Harrison, Neil Grant, Cyril Delevanti, Courtney Brown

## Midget Submarine
- Prima televisiva: 29 marzo 1958
- Diretto da: Andrew Marton
- Scritto da: Arthur Weiss

### Trama
- Guest star: John Perri (..), Tania Velia (Maria Wenzel), Leonard Mudie (Eugene Laszlo), Taldo Kenyon, Ray Kellogg, Gregory Gaye (Jan Wenzel), Ben Ari (professore Gorin)

## The Shark Cage
- Prima televisiva: 5 aprile 1958

### Trama
- Guest star: Frank Warren, Tracey Roberts (Lucille Marshall), Arvid Nelson, Tom Brown (capitano Brent Marshall), William Boyett

## Hard Hat
- Prima televisiva: 12 aprile 1958

### Trama
- Guest star: Jay Della, Milt Hamerman, Eugene Iglesias, Bill McGraw, George Navarro, Gene Roth (professore Roland Cathcart)

## Continental Rift
- Prima televisiva: 19 aprile 1958

### Trama
- Guest star: Zale Parry (Miss Edwards), John Doucette (Louis Hale)

## The Poacher
- Prima televisiva: 26 aprile 1958

### Trama
- Guest star: John Anderson, John Montgomery Greene, Ken Drake (Ed Haskill)

## Girl in the Trunk
- Prima televisiva: 3 maggio 1958
- Scritto da: Stuart Jerome

### Trama
- Guest star: Neil Grant, Jan Harrison, Guy Rennie, Bert Williams

## The Sponge Divers
- Prima televisiva: 10 maggio 1958
- Diretto da: Leon Benson
- Scritto da: Stanley H. Silverman

### Trama
- Guest star: Larry Hagman (Johnny Greco), Michael Keene (Tom Lundis), Regina Gleason (Elaina Lundis)

## Diamond River
- Prima televisiva: 17 maggio 1958
- Diretto da: John Florea
- Scritto da: Stephen Kandel

### Trama
- Guest star: Jack Hogan, Harry Biedinger (dottor Eli Newman), Paul Fierro (Ramon Aguilar), Ken Drake (Sam Finelli)

## Alligator Story
- Prima televisiva: 24 maggio 1958
- Diretto da: Leon Benson
- Scritto da: Stanley H. Silverman

### Trama
- Guest star: Jan Harrison (Susan Kennedy), Neil Grant, Ken Drake (Tom), John Anderson (P. K. Anderson)

## Magnetic Mine
- Prima televisiva: 31 maggio 1958
- Diretto da: Leon Benson
- Scritto da: Arthur Weiss

### Trama
- Guest star: Ana Maria Majalca (Luisa), Eugene Iglesias (Diego), Rodolfo Hoyos, Jr., José Domínguez (Juan)

## Underwater Patrol
- Prima televisiva: 7 giugno 1958
- Diretto da: John Florea
- Scritto da: Jack Rock

### Trama
- Guest star: Courtney Brown, Neil Grant (Tod Edwards), Jan Harrison, Harry Biedinger (Commissioner), Ken Drake (Waco)

## Legend of the Mermaid
- Prima televisiva: 14 giugno 1958
- Diretto da: Leon Benson
- Scritto da: Lee Erwin

### Trama
- Guest star: Paul Fierro (Nick Demitrias), Regina Gleason (Marie Curous), Larry Hagman (Alex Curous)

## Pressure Suit
- Prima televisiva: 21 giugno 1958
- Diretto da: John Florea
- Scritto da: Peter R. Brooke

### Trama
- Guest star: John Anderson (professore Auerbach), Ricou Browning, Ken Drake (Alfonso), Jan Harrison (Marian Auerbach)

## The Prospectors
- Prima televisiva: 28 giugno 1958

### Trama
- Guest star: John Lowry Lamb, Michael Keene, Ken Drake (Henri 'Hank')

## The Hero
- Prima televisiva: 5 luglio 1958
- Diretto da: Leon Benson
- Scritto da: Stanley H. Silverman

### Trama
- Guest star: Ron Gorton (dottor Gomez), Ken Drake (dottor George Schneider), Jan Harrison (Gloria Conway), Larry Hagman (Conway), John Montgomery Greene

## Underwater Station
- Prima televisiva: 12 luglio 1958

### Trama
- Guest star: Ken Drake (dottor Carpenter), Michael Keene, John Lowry Lamb

## The Lost Ones
- Prima televisiva: 19 luglio 1958
- Diretto da: John Florea
- Scritto da: Stephen Kandel

### Trama
- Guest star: Andrea Kaplan (Karen Crane), Jeff Bridges (Davy Crane), Don Eitner (Lifeguard), Dorothy Dean (Regina Crane), John Beradino (Dave Crane)

## Capture of the Santa Rosa
- Prima televisiva: 26 luglio 1958

### Trama
- Guest star: George Robotham, Jovon Monteid, Troy Melton, John Lowry Lamb, Rodolfo Hoyos, Jr., Robert F. Hoy, Christopher Dark

## The Shipwreck
- Prima televisiva: 2 agosto 1958

### Trama
- Guest star: Leonard Nimoy (Vince Porter), Nancy Hale, Russ Conway

## The Big Dive
- Prima televisiva: 9 agosto 1958

### Trama
- Guest star: Charles Maxwell, Bill Erwin, Don Eitner, Gates Brown, John Beradino, Jean Benoist

## The Birthday Present
- Prima televisiva: 16 agosto 1958

### Trama
- Guest star: Frank Wolff, Frank Warren, Burt Stuart, Karen Scott, Charles Reade, Frederic Gavlin (Arnie), John Close, Jeff Bridges

## Dead Man's Cove
- Prima televisiva: 23 agosto 1958
- Diretto da: John Florea
- Scritto da: William Read Woodfield

### Trama
- Guest star: Jon Lindbergh (Police Officer), Zale Parry (Maria Tyler), Leonard Nimoy (Robert Tyler), Peter Hansen (tenente Tom Quinn)

## Explosion
- Prima televisiva: 30 agosto 1958

### Trama
- Guest star: Myron Healey, Aline Towne

## The Amphibian
- Prima televisiva: 6 settembre 1958

### Trama
- Guest star: Richard Probert, Zale Parry, Jon Lindbergh, Peter Hansen, Nancy Hale, Courtney Brown, William Boyett

## Lord Christobal
- Prima televisiva: 13 settembre 1958

### Trama
- Guest star: William Boyett, Anthony Eustrel, Bernie Gozier, Keith McConnell

## Decoy
- Prima televisiva: 20 settembre 1958

### Trama
- Guest star: Carlos Rivero, Charles Maxwell, José Domínguez, Guy Della-Cioppa, Christopher Dark

## The Sea Has Ears
- Prima televisiva: 27 settembre 1958

### Trama
- Guest star: Paul Stader, Thomas Browne Henry, Paul Guilfoyle, Mark Dunhill

## The Manganese Story
- Prima televisiva: 4 ottobre 1958

### Trama
- Guest star: Russ Conway, Jo Summers, Ted de Corsia